# Notophthiracarus lienhardi
Notophthiracarus lienhardi är en kvalsterart som beskrevs av Sandór Mahunka 1996. Notophthiracarus lienhardi ingår i släktet Notophthiracarus och familjen Phthiracaridae. Inga underarter finns listade i Catalogue of Life.